# Hästskotjärnen (Kalls socken, Jämtland, 707548-134150)
Hästskotjärnen är en sjö i Åre kommun i Jämtland och ingår i Indalsälvens huvudavrinningsområde. Sjön har en area på 0,0766 kvadratkilometer och ligger 606,7 meter över havet. Hästskotjärnen ligger i Skäckerfjällen Natura 2000-område. Sjön avvattnas av vattendraget Baksjöån.

## Delavrinningsområde
Hästskotjärnen ingår i det delavrinningsområde (707573-134160) som SMHI kallar för Ovan 707498-134200. Medelhöjden är 629 meter över havet och ytan är 0,84 kvadratkilometer. Det finns inga avrinningsområden uppströms utan avrinningsområdet är högsta punkten. Baksjöån som avvattnar avrinningsområdet har biflödesordning 3, vilket innebär att vattnet flödar genom totalt 3 vattendrag innan det når havet efter 362 kilometer. Avrinningsområdet består mestadels av skog (10 procent) och kalfjäll (81 procent). Avrinningsområdet har 0,07 kvadratkilometer vattenytor vilket ger det en sjöprocent på 8,2 procent.